# Apinya Sakuljaroensuk
Apinya Sakuljaroensuk (thaï : อภิญญา สกุลเจริญสุข), surnommée Saiparn (สายป่าน), est une actrice thaïlandaise née le 27 mai 1990.

## Filmographie
- 2007 : Ploy : Ploy
- 2008 : 4bia (en)
- 2008 : Friendship : Mituna
- 2009 : Canine Feud (en) : Pai
- 2009 : Same Same but Different : Sreykeo
- 2010 : I carried you home[1]  : Pann
- 2010 : The Intruder
- 2011 : Friday Killers
- 2011 : Love Julinsee
- 2011 : Bangkok Sweety
- 2012 : I Miss You
- 2013 : Concrete Clouds[2],[3],[4],[5]
- 2013 : Project Hashima
- 2014 : 1448 Love Among Us[6]
- 2016 : Grace
- 2016 : By The Time It Gets Dark

## Galerie

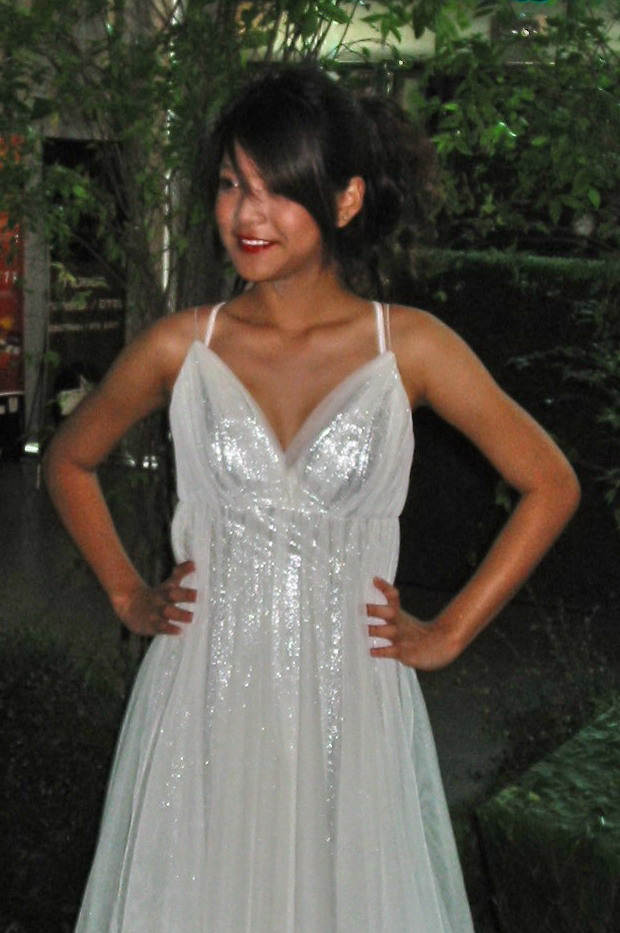
En 2008
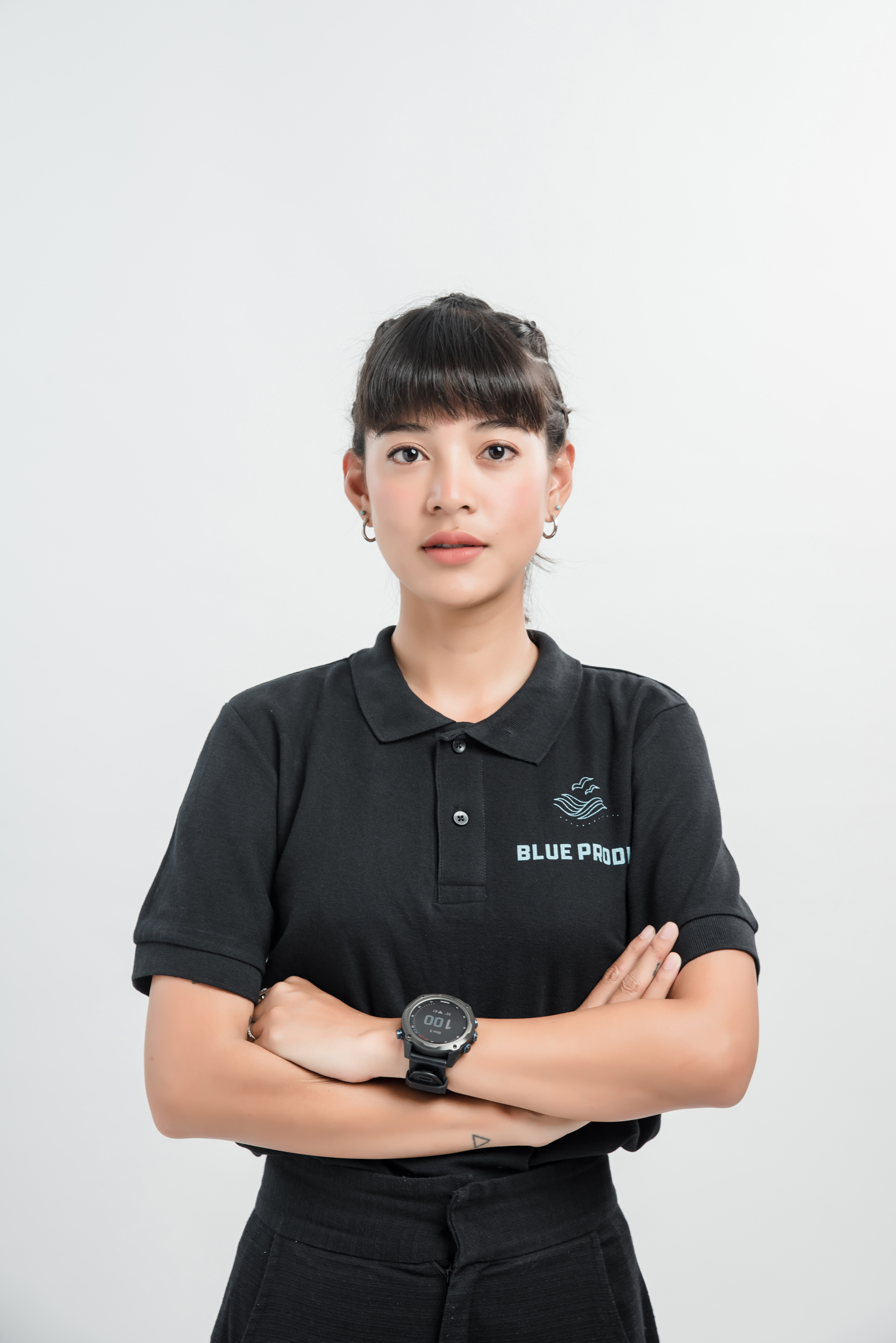
En 2022